# Caloplaca tiroliensis
Caloplaca tiroliensis är en lavart som beskrevs av Zahlbr. Caloplaca tiroliensis ingår i släktet orangelavar och familjen Teloschistaceae.  Arten är reproducerande i Sverige. Inga underarter finns listade i Catalogue of Life.